# Barkakana
Barkakana é uma vila no distrito de Hazaribag, no estado indiano de Jharkhand.

## Demografia
Segundo o censo de 2001, Barkakana tinha uma população de 16 872 habitantes. Os indivíduos do sexo masculino constituem 54% da população e os do sexo feminino 46%. Barkakana tem uma taxa de literacia de 68%, superior à média nacional de 59,5%; com 60% para o sexo masculino e 40% para o sexo feminino. 13% da população está abaixo dos 6 anos de idade.